# Adélaïde Moundélé-Ngollo
Yvonne Adélaïde Moundélé-Ngollo (5 de junio de 1944 (80 años)) es una política congoleña, que ha servido en el gobierno de Congo-Brazzaville como Ministra de Pequeñas y Medianas Empresas, desde 2007. Anteriormente, de 1998 a 1999, fue directora general de Hydro-Congo y Ministra de Comercio desde 2002 hasta 2007. 

## Carrera política
Moundélé-Ngollo nació en Brazzaville. Es hija de Édouard Mougany, quien fue miembro de la Asamblea Nacional y un aliado del presidente Fulbert Youlou. Estuvo casada con Ange Diawara, un oficial militar y primer líder del Partido Congoleño del Trabajo (PCT) que fue ejecutado en 1973 por su papel en el golpe de Estado de 1972. Más tarde se casó con otro político, Benoît Moundélé-Ngollo, quien sirvió como ministro del gobierno, como alcalde y como prefecto de Brazzaville.
Después de ocupar cargos de alto nivel en Hydro-Congo, la compañía nacional de exploración y explotación petrolera (incluyendo, de 1986 a 1994, el puesto de Directora del Departamento de Estudios y Planificación), Moundélé-Ngollo fue asesora del Ministro de Hidrocarburos. En septiembre de 1995, también asistió a la Cuarta Conferencia Mundial de las Naciones Unidas sobre la Mujer como delegada de Congo-Brazzaville. De diciembre de 1998 a diciembre de 1999, Moundélé-Ngollo fue directora general de Hydro-Congo. Más tarde se convirtió en miembro del Buró Ejecutivo Nacional del Partido por la Unidad de la República, que apoyaba al presidente Denis Sassou Nguesso y era dirigido por su sobrino, Willy Sassou Nguesso.
Después de las elecciones parlamentarias de mayo-junio de 2002, Moundélé-Ngollo fue nombrada, el 18 de agosto de 2002, Ministra de Comercio, Consumo y Suministros, y sucedió a Pierre-Damien Boussoukou Boumba en aquella posición el 21 de agosto. A fines de 2002 y principios de 2003, jugó un papel clave en las iniciativas de paz con respecto a la rebelión Ninja (milicia), liderada por Pasteur Ntoumi; se firmó un acuerdo de paz el 17 de marzo de 2003 y se convirtió en miembro del Comité de Seguimiento de la Convención para la Paz y la Reconstrucción Nacional.
En la elección parlamentaria de junio a agosto de 2007, Moundélé-Ngollo fue elegida a la Asamblea Nacional como candidata de Club 2002, en el primer distrito electoral de Mindouli, ubicado en el Departamento de Pool. Después de quedar en segundo lugar con el 42,1 % de los votos en la primera ronda, se enfrentó con el Movimiento Congoleño para la Democracia y el Desarrollo Integral (MCDDI) y su candidato Jean-Claude Massoba en la segunda ronda ganando el asiento. Después de las elecciones, fue transferida de su cargo de Ministra de Comercio, Consumo y Suministros a la de Ministra de Pequeñas y Medianas Empresas, a cargo de la Industria Artesanal, el 30 de diciembre de 2007. Su suplente, Auguste Mpassi-Mouba, tomó su asiento en la Asamblea Nacional.
Mpassi-Mouba murió el 16 de octubre de 2009, dejando así vacante el puesto de Mindouli 1. Para reasumir su asiento en la Asamblea Nacional, Moundélé-Ngollo habría tenido que renunciar al gobierno, y al parecer no quería hacerlo; en consecuencia, se convocó a una elección parcial para julio de 2010, con el objetivo de reemplazar a Mpassi-Mouba. Constitucionalmente, el asunto se consideró poco claro, ya que se estaba convocando a elección parcial para reemplazar a un suplente mientras el diputado titular todavía está vivo. Moundélé-Ngollo volvió a presentarse como candidata en las elecciones parciales; porque se entendió que ella permanecería en el gobierno, donde su suplente era efectivamente el verdadero candidato.

## Portales
- Portal:Ciencia política. Contenido relacionado con Ciencia política.
- Portal:República del Congo. Contenido relacionado con República del Congo.